# Sinais de alerta de suicídio

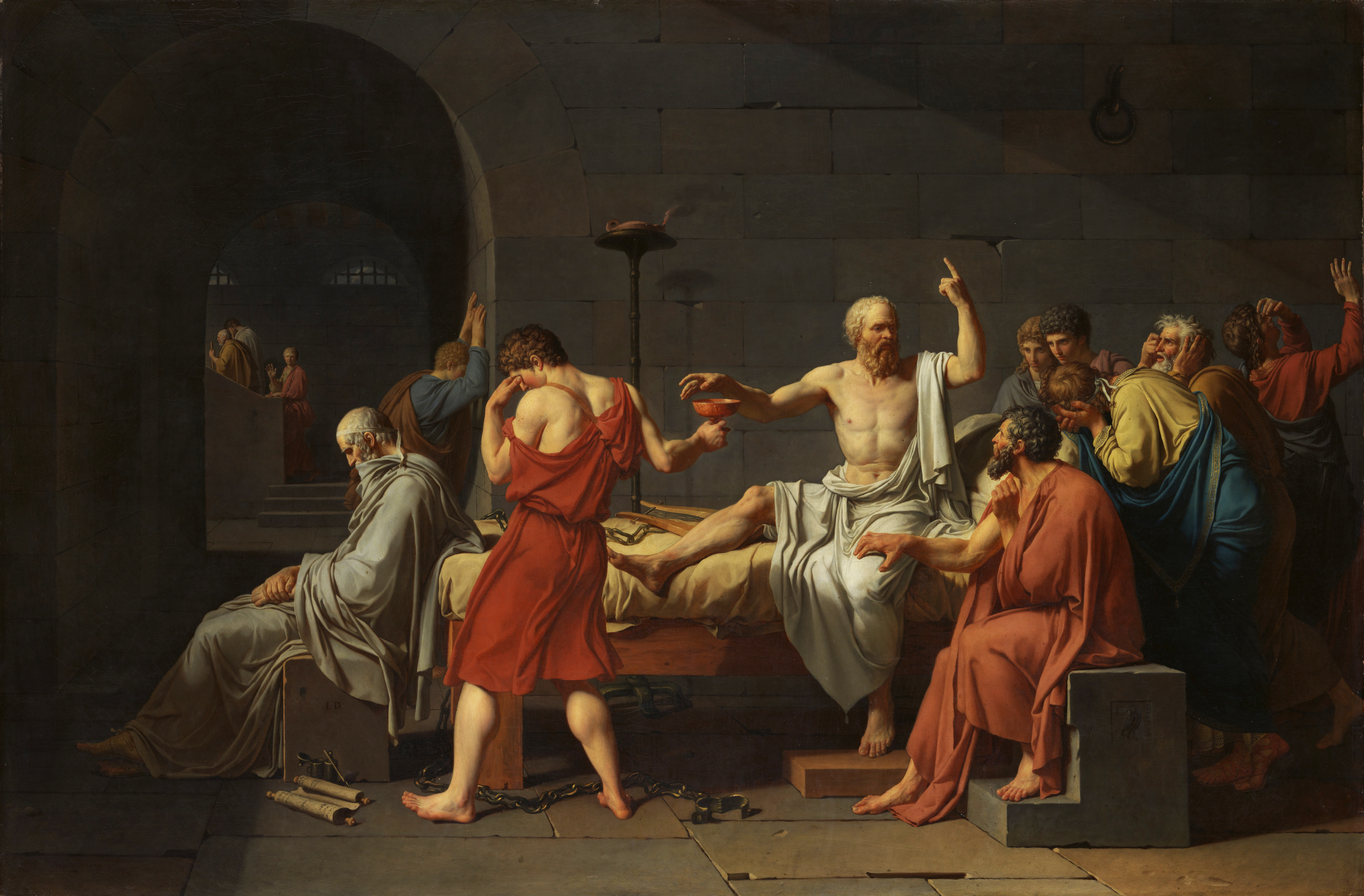
Bebendo cicuta em A Morte de Sócrates, de Jacques-Louis David (1787).

Os sinais de alerta de suicídio foram observados por grupos que analisaram ou estudaram casos para determinar preditores de ações suicidas.

## Fatores associados ao suicídio
Sabe-se que certos fatores estão associados ao aumento do risco de suicídio, que pode ser enquadrado numa de três categorias: individual, sociocultural e situacional.
Existem várias ações incomuns ou relacionadas que têm sido associadas como preditores de sentimentos suicidas, incluindo (mas não se limitando a):
- tentativas anteriores de suicídio (o maior fator de risco, 80% tentou antes);[3]
- mencionar planos de suicídio; na maioria dos casos, as pessoas expressaram a sua intenção antes de se matarem;[4][3][5]
- aquisição de meios, como uma arma de fogo (armas), corda, veneno ou armazenar comprimidos;[4][3][5]
- preocupação com a morte em conversas;[4][3][5]
- dar objetos valiosos ou posses preciosas favoritas por impulso;[4][3][5]
- recente negligência da sua aparência e higiene;[4][3]
- limpar e arrumar uma sala muito mais do que o habitual;
- melancolicamente triste, deprimido, sem esperança ou sem energia;[4][3][5]
- raiva, raiva descontrolada, ou busca de vingança;[4][5]
- aumento do uso de álcool ou abuso de drogas;[4][3][5]
- muito sono ou pouco; insónia;
- dificuldade em comer;[6]
- aumento súbito de alegria ou felicidade, após longa tristeza, pois o fim está próximo;[4]
- afastar-se de amigos, familiares e interesses anteriores;[3]
- mudança dramática na vestimenta ou atividades pessoais;[3][5]
- reescrever um testamento, ou cartas de despedida, ou visitar para dizer adeus;[3][5]
- pedir desculpas a outros por várias ações passadas;
- tomar riscos mortais, como conduzir extremamente rápido ou passar semáforos vermelhos;[3]
- absenteísmo ou pior desempenho no trabalho ou na escola;[3]
- ações ou palavras de desesperança, raiva intensa ou felicidade inexplicável.[3][7]

Embora nem todos os casos tenham apresentado esses sinais de alerta, uma grande percentagem de casos incluiu alguns deles.

## Observando fatores associados ao suicídio
Os sinais de alerta de suicídio incluem ações e palavras faladas de desesperança, raiva intensa ou felicidade tardia inexplicável, que podem revelar um padrão ominoso.[carece de fontes?]
No entanto, alguns sinais podem parecer muito subtis para um observador destreinado que tenha apenas contacto limitado com a pessoa, como mudanças de roupa ou afastamento de amigos ou interesses anteriores.[carece de fontes?]